# Personaggi di Veronica Mars
Elenco dei personaggi della serie televisiva Veronica Mars.

## Personaggi principali

### Veronica Mars
Veronica Mars (stagioni 1-3), interpretata da Kristen Bell, doppiata da Valentina Mari.
È una studentessa prima della Neptune High School e poi dell'Hearst College, dove studia criminologia. Sia al liceo che al college risolve i problemi dei suoi compagni e amici. Durante la prima stagione cerca di scoprire la verità sull'omicidio della sua migliore amica, Lilly Kane. Aiuta il padre lavorando nell'agenzia Mars Investigation.

### Keith Mars
Keith Mars (stagioni 1-3), interpretato da Enrico Colantoni, doppiato da Massimo Lodolo.
È il padre di Veronica. Ex sceriffo rimosso dal suo incarico per aver cercato di scoprire la verità sull'omicidio di Lilly Kane, accusando il padre della ragazza. Dopo il licenziamento apre un'agenzia investigativa, la Mars Investigation. Nella terza stagione viene reintegrato sceriffo ad interim.

### Wallace Fennel
Wallace Fennel (stagioni 1-3), interpretato da Percy Daggs III, doppiato da Simone Crisari.
Nuovo arrivato a Neptune, fa amicizia con Veronica, che lo salva dal gruppo di motociclisti PCH. Torna a Neptune dopo una fuga a Chicago con il padre. Anche lui frequenta l'Hearst College, grazie ad una borsa di studio per lo sport.

### Duncan Kane
Duncan Kane (stagioni 1-2), interpretato da Teddy Dunn, doppiato da Marco Vivio.
È il fratello di Lilly ed ex-fidanzato di Veronica. Tornano insieme dopo che lui l'aveva lasciata perché credeva fossero fratello e sorella. Ha avuto una relazione con Meg Manning, dalla quale ha avuto una bambina. Prima di morire, Meg gli chiede di non lasciare la bambina nella mano dei nonni materni (i genitori di Meg), poiché maltrattavano lei e le sorelle. Per rispettare le sue volontà rapisce la bambina e fugge con lei in Australia.

### Logan Echolls
Logan Echolls (stagioni 1-2-3), interpretato da Jason Dohring, doppiato da Stefano Crescentini.
Era il fidanzato di Lilly e il migliore amico di Duncan. Ha avuto una relazione complicata con Veronica i due si sono messi insieme e lasciati più volte. Nella terza stagione ha una relazione con Parker Lee, ma lei lo lascia perché capisce che lui ama ancora Veronica.

### Eli "Weevil" Navarro
Eli "Weevil" Navarro (stagioni 1-3), interpretato da Francis Capra, doppiato da Paolo Vivio. Membro della parte non ricca di Neptune (California), Weevil vive con sua nonna, i fratelli minori e per un breve tempo con suo cugino. La nonna di Weevil era una domestica che lavorava per la famiglia Echolls, circostanza che indusse Logan Echolls e i suoi amici a schernire spesso e volentieri Weevil. Weevil ha 21 anni e vive da quando è nato a Neptune, California. L'età di Weevil è comunque incerta in quanto all'inizio della prima stagione la signora Navarro afferma che Weevil ha 17 anni. Come leader dei PCHers, Weevil è spesso nei guai con la legge. Questo porta alla sua introduzione nella serie quando appende il nuovo studente Wallace Fennel all'asta della bandiera della scuola poiché aveva mostrato un video della camera di sicurezza che mostrava alcuni membri dei PCHers rubare nel negozio nel quale lavorava. Nonostante Weevil prometta a Wallace un'altra punizione, questa è l'unica volta che Veronica interviene per salvare Wallace. La ragazza infatti fa in modo che il video incriminatorio sia scambiato con un video che ritrae una persona interna al dipartimento mentre fa del sesso orale con un'accompagnatrice. Il caso contro la gang di Weevil fu così lasciato perdere e Weevil accettò di non vendicarsi nuovamente contro Wallace. Weevil vuole far felice sua nonna così comincia a prendere delle lezioni private per riuscire a diplomarsi. Nell'ultimo episodio della seconda stagione "Nessuna foto", Weevil viene però arrestato durante la cerimonia di diploma per l'omicidio di Thumper. La terza stagione comincia con Weevil che lascia in anticipo la prigione perché ha ottenuto la libertà vigilata a condizione che trovi e mantanga un lavoro che dimostri quanto sia difficile per un uomo tenere un certo temperamento. Con l'aiuto di Veronica, Weevil riesce ad ottenere un lavoro come uomo della manutenzione all'Hearst College. Veronica espone durante un corso di criminologia il suo passato, dicendo che ha passato circa 700 giorni nel carcere minorile di Neptune e che rubò la sua prima bicicletta a 6 anni. Diventa il primo sospettato nella rapina di un casino illegale all'interno del campus ma Veronica riesce a dimostrare che Weevil è innocente. Weevil sembra essere diventato un ragazzo onesto ma Veronica gli chiede di rubare la macchina di Madison Sinclare (in cambio di soldi), e di organizzare un appuntamento tra di lei e il nuovo leader dei PCHers. Weevil acconsente ad entrambe le richieste, nonostante il pericolo che, nel caso fosse scoperto, la sua libertà vigilata sarebbe revocata. Nel penultimo episodio, Weevil viene accusato di aver venduto illegalmente carte di credito degli studenti dell'Hearst dal valore di $1000 a soli $100. Veronica riabilita il suo nome ma non prima di aver scoperto che esiste una terza macchina che produce carte di credito false. Weevil prende la macchina, ma è incerto se usarle o meno. Nel film, ambientato anni dopo, Weevil è sposato e padre della piccola Valentina, per cui stravede, ama la sua vita da padre di famiglia e ha aperto un'officina per conto suo, lasciandosi alle spalle il passato criminale.
Sceriffo Don Lamb (stagioni 1-3), interpretato da Michael Muhney, doppiato da Francesco Prando.
 Ex vice-sceriffo sotto Keith Mars, ne prende il posto dopo il suo licenziamento. Nella terza stagione rimane ucciso e viene sostituito da Mars.

### Cindy "Mac" Mackenzie
Cindy "Mac" Mackenzie (stagioni 1-3), interpretata da Tina Majorino, doppiata da Domitilla D'Amico.
È un genio del computer ed esperta hacker amica di Veronica. Nella terza stagione assume una maggiore importanza e il suo personaggio viene sviluppato ulteriormente.

### Dick Casablancas
Dick Casablancas (stagioni 1-3), interpretato da Ryan Hansen, doppiato da Gabriele Trentalance.
Primogenito della facoltosa famiglia dei Casablancas e bullo della scuola. È il migliore amico di Logan Echolls.

### Cassidy Casablancas
Cassidy Casablancas (stagioni 1-2), interpretato da Kyle Gallner, doppiato da Leonardo Graziano.
È l'introverso fratello minore di Dick. Genio della finanza, organizza l'esplosione dell'autobus e tenta di uccidere Veronica e suo padre. Si suicida al termine della seconda stagione.

### Lilly Kane
Lilly Kane (stagione 1), interpretata da Amanda Seyfried.
Migliore amica di Veronica e sorella di Duncan. L'intera prima stagione ruota attorno alle indagini sul suo omicidio. Appare spesso a Veronica e Duncan, come una sorta di allucinazione.

### Jackie Cook
Jackie Cook è interpretata da Tessa Thompson. Jackie Cook si iscrive alla Neptune High all'inizio della seconda stagione. È la figlia della leggenda del baseball dei Neptune Sharks, Terrence Cook. Jackie diventa subito molto popolare a scuola, grazie non solo al padre ma per la sua personalità e bellezza. Jackie inoltre è consapevole dell'opinione che i suoi compagni hanno nei suoi riguardi e ama essere corteggiata. Jackie stringe subito amicizia con Wallace Fennel quando il ragazzo l'aiuta a trovare chi ha colpito la Porsche del padre. Nonostante Wallace e Jackie si fidanzino ben presto, Veronica si scontra con la ragazza molte volte soprattutto quando a Veronica viene fatto uno scherzo durante un programma televisivo, ideato proprio da Jackie, molto possessiva e gelosa. I loro rapporti cambiano quando il padre di Jackie viene accusato di aver causato l'incidente dello scuolabus durante il quale rimasero uccisi diversi studenti dalla Neptune High. Alla fine Jackie e Veronica diventano amiche e il rapporto con Wallace si consolida. Purtroppo emerge un giro di scommesse e partite vendute in cui Terrace è coinvolto così quando l'uomo si trova in ospedale, la sua carriera è finita. Questo periodo però riavvicina Jackie al padre. Ma Terrace decide per il suo bene (dato che è stato reclutato come scagnozzo dal boss con cui era in affari) di rispedirla a vivere con la madre. La ragazza è così costretta a lasciare a Wallace una lettera in cui rivela di essersi trasferita a Parigi per frequentare la Sorbona. Veronica scopre però che Jackie si è in realtà trasferita a Brooklyn, New York. Sebbene affermi di essere figlia di una modella cresciuta nell'Upper Est Side, Jackie è in realtà figlia di una cameriera e ora a Brooklyn lavora con la madre in un ristorante. Jackie ha una figlia di due anni cresciuta da sua madre mentre lei era a Neptune. Jackie intercetta Wallace mentre si trova all'aeroporto di New York e gli rivela di dover rimanere a Brooklyn per essere una buona madre per suo figlio.

### Stosh "Piz" Piznarski
Stosh "Piz" Piznarski (stagione 3), interpretato da Chris Lowell, doppiato da David Chevalier.
Il timido compagno di stanza di Wallace al college. È appassionato di musica ed è il presentatore della radio dell'università. Ha una relazione con Veronica.

### Parker Lee
Parker Lee (stagione 3), interpretata da Julie Gonzalo. Parker Lee è la compagna di stanza all'Hearst College di Cindy "Mac" Mackenzie. Parker è subito propensa a stringere amicizia con Mac. Quando incontra per la prima volta la migliore amica di Mac, Veronica, dice: "Gli amici di Mac sono miei amici" e dà il benvenuto a Veronica a braccia aperte. Parker adora partecipare ai party e passare del tempo coi ragazzi così quando Veronica scopre Mac seduta fuori dalla porta della sua camera, Mac le rivela che Parker è all'interno con un ragazzo e che i biglietti per il cinema della serata sono dentro. Veronica entra nella stanza, cercando il modo migliore per evitare di vedere Parker "in azione", prende i biglietti e lascia la stanza. Quella notte Veronica dorme nella stanza di Mac perché troppo stanca dopo il cinema. La mattina successiva le due ragazze vengono svegliate dalle urla di Parker che ha scoperto la sua testa rasata a zero: lo stupratore dell'Hearst College ha colpito ancora. Veronica scopre che la sera prima Parker non aveva avuto un rapporto consensuale e che i rumori che aveva sentito erano dello stupratore soltanto. Veronica si sente in parte colpevole per quel che è successo in quanto non ha saputo fermarelo stupratore che si trovava a pochi passi da lei. Inizialmente Parker si dimostra particolarmente arrabbiata nei confronti di Veronica ma in seguito diventano amiche poiché Veronica rivela a Parker di essere stata lei stessa vittima di uno stupro da parte di un altro ragazzo: Cassidy Casablancas. Nell'episodio Ciao, infedeltà Parker va al bowling con Veronica, Logan e Piz e scopre di sentirsi attratta da Piz. Quando Veronica e Parker vanno a trovare Piz alla radio, Parker incontra Mercer, il responsabile del casinò illegale rapinato nell'episodio precedente, e capisce che il suo profumo è uguale a quello dello stupratore. Veronica comincia così ad indagare su Mercer e scopre tra i suoi vestiti un rasorio... ciò le fa pensare che probabilmente Mercer è lo stupratore dell'Hearst College. Nell'episodio finale del prima parte della terza stagione, vi è un party dei Pi Sig poiché il rettore Dean O'Dell ha reintegrato le confraternite. Lo stupratore annuncia, attraverso un annuncio sul quotidiano, che sceglierà la sua prossima vittima proprio a quella festa. Cercando di aiutare le sue compagne di classe, Parker scopre uno speciale sottobicchiere in grado di provare che una bibita contiene della droga ed evitare così alle ragazze di essere stuprate. Veronica scopre chi sarà la prossima vittima di Mercer e decide così di nascondersi nel letto della vittima. Quando Mercer scopre Veronica al posto della vittima, i due cominciano a combattere e la ragazza riesce a scappare e ad arrivare alla porta della stanza di Wallace e Piz. I due ragazzi si trovano però alla festa così Veronica viene aiutata da Moe, il responsabile di quell'ala del dormitorio, che la porta nella sua stanza. Qui Veronica viene però drogata da Moe per diventare la prossima vittima dello stupratore. Veronica prova a chiamare il padre che però non risponde. Decide così di usare il fischitto anti-stupro che le aveva dato Parker. Quando Parker capisce che qualcuno sta per essere stuprato e vede Mercer uscire dalla stanza di Moe, comincia ad urlare "Stupro! Stupro! Stupro!" attirando così una dozzina di studenti che vedono Mercer e Moe scappare. Parker entra nella stanza di Moe e vede Veronica distesa sul pavimento. Parker è riuscita a fare quel che Veronica non aveva fatto. In seguito Parker comincia una relazione con Logan. Entrambi chiedono però il permesso a Veronica in momenti diversi. Mentre i due stanno insieme però Logan fa a pugni con Piz per proteggere Veronica e in seguito con un altro ragazzo. Parker capisce che Logan è ancora innamorato di Veronica.

## Personaggi ricorrenti

### Famiglie
- Kendall Casablancas (Charisma Carpenter) — Moglie di Richard Casablancas, matrigna di Beaver e Dick Casablancas. È stata in prigione per proteggere l'uomo che ama, Cormac Fitzpatrick (Jason Beghe). Ha una relazione con Logan Echolls; dopo la morte di Beaver si ritrova ricca, dato che aveva fatto da prestanome per la sua azienda.
- Richard Casablancas (David Starzyk) — Padre di Dick e Beaver, accusato di frode fiscale;
- Terrence Cook (Jeffrey Sams) - Ex giocatore di baseball e padre di Jackie; sospettato per la strage dell'autobus; giocatore preferito da Keith Mars; è coinvolto in un giro di partite truccate;
- Aaron Echolls (Harry Hamlin) - Padre di Logan e di Trina, vincitore di un premio Oscar. Spesso arrabbiato, abusa psicologicamente di Logan quando il figlio si comporta male ma è tollerante nei confronti di Trina. Si ritira dalla carriera di attore nella stagione 1 per passare maggior tempo con la sua famiglia;
- Lynn Echolls (Lisa Rinna) - Madre di Logan e matrigna di Trina. È un'attrice, apparentemente si suicida nella stagione 1 buttandosi dal Ponte Coronado dopo aver scoperto le infedeltà del marito e sapere di rimanere al verde nel caso di divorzio. Il suo corpo non è stato comunque mai trovato;
- Trina Echolls (Alyson Hannigan) - Sorellastra di Logan, vorrebbe diventare un'attrice; sa di essere stata adottata dagli Echolls, scopre che i suoi veri genitori sono il preside e la cuoca della mensa scolastica, che lui aveva abbandonato.
- Alicia Fennel (Erica Gimpel) — Madre di Wallace; fidanzata con Keith Mars alla fine della prima stagione e all'inizio della seconda;
- Celeste Kane (Lisa Thornhill) - Madre di Lilly e Duncan. Detesta Veronica perché pensa che sia figlia di Jake Kane nata durante una relazione adulterina con la madre di Veronica. In questo caso Veronica sarebbe un'erede del patrimonio di Jake Kane;
- Jake Kane (Kyle Secor) - Padre di Lilly e Duncan e imprenditore miliardario. Fidanzato di Lianne Mars durante il liceo, i due durante la stagione 1 hanno avuto una relazione adulterina;
- Lilly Kane (Amanda Seyfried) - Sorella maggiore di Duncan, migliore amica di Veronica, fidanzata di Logan. Ha avuto una relazione segreta con Eli "Weevil" Navarro" e Aaron Echolls. La storia del suo assassinio viene mostrata attraverso dei flashback nel primo episodio;
- Lianne Susan Mars (Corinne Bohrer) - Madre alcolizzata di Veronica, scappata di casa, è stata amante di Jake Kane;
- Nathan Woods (Cress Williams) - Padre biologico di Wallace e agente di polizia esperto in infiltraggio, ma uomo violento e manipolatore nella vita privata.

### Cittadini di Neptune
- Clarence Wiedman (Christopher B. Duncan) — Capo della sicurezza della Kane Software. Uccide Aaron Echolls alla fine della seconda stagione su ordine di Duncan. Nella prima stagione aveva inviato foto minacciose di Veronica a sua madre (su ordine di Celeste Kane) per farla scappare.
- Liam Fitzpatrick (Rodney Rowland) — Formidabile gangster irlandese cattolico e spacciatore di droga;
- Lloyd Blankenship (Steve Rankin) — Giornalista e alleato di Keith;
- Danny Boyd (Tayler Sheridan) — Cugino e complice di Liam Fitzpatrick; lavora spesso come operaio edile e ha quindi a che fare con esplosivi;
- Harmony Chase (Laura San Giacomo) — Donna sposata attratta da Keith con il quale vuole commettere un adulterio;
- Leo D'Amato (Max Greenfield) — Agente del dipartimento dello sceriffo ed ex-fidanzato di Veronica. La ragazza inizialmente lo sfrutta per avere aiuto, ma poi se ne innamora. Licenziato per aver venduto delle prove del caso Kane in un momento di grave difficoltà economica. Riassunto da Keith nella stagione 3;
- Woody Goodman (Steve Guttenberg) — Proprietario della squadra di baseball degli Sharks. È il sindaco di Neptune. Alla fine della seconda stagione viene rivelato che ha molestato diversi ragazzi che avevano fatto parte della squadra "Little League". Rimane ucciso sul suo aereo privato che precipita in seguito ad un esplosivo innescato da Cassidy Casablancas, una delle sue vittime.
- Tom Griffith (Rick Peters) — Chirurgo plastico al quale è stato chiesto dai Fitzpatrick di testimoniare che Logan uccise Felix. Quando Logan scopre che Hannah, una ragazza con cui esce è sua figlia decide di approfittarne per fare un accordo con il dottore: lui avrebbe smesso di uscire con lei se Tom avesse ritirato la sua testimonianza;
- Abel Koontz (Christian Clemenson) — Falso assassino di Lilly Kane; ex dipendente licenziato dalla Kane Corp. Ha un cancro terminale e accetta l'offerta dei Kane in cambio di 3 milioni di dollari per la figlia. Istilla in Veronica il dubbio che sia figlia di Jake e non di Keith, non sopporta le indagini di Veronica. Purtroppo il suo sacrificio si rivela inutile, la figlia viene uccisa e Veronica indaga sul suo assassinio.
- Cliff McCormack (Daran Norris) — Difensore pubblico e amico della famiglia Mars;
- Mindy O'Dell (Jaime Ray Newman) — Moglie del preside O'Dell; ha una relazione con il professore della Hearts, Hank Landry nella terza stagione. Alla fine Mindy viene uccisa da Landry, nonostante egli sostenga si sia trattato di un incidente;
- Jerry Sacks (Brandon Hillock) — Braccio destro dello sceriffo Lamb;
- Vinnie Van Lowe (Ken Marino) — Investigatore privato rivale di Keith e amico dei Fitzpatrick. Annuncia le sue intenzioni di candidarsi per la carica di sceriffo contro Keith nelle elezioni speciali;
- Steve Bitando (Richard Grieco) — Attore e tossico-dipendente, conosciuto come l'ex marito di Mindy O'Dell. Dopo aver ucciso Lamb, viene ucciso a sua volta da Sacks;

### Neptune High
- Meg Manning (Alona Tal) — cheerleader degli 09ers e figlia di due genitori cristiani radicali; fa amicizia con Veronica nella stagione 1. Si fidanza con Duncan Kane ma il ragazzo la lascia perché ancora innamorato di Veronica. Sopravvive all'incidente dello scuolabus del primo episodio della seconda stagione ma entra in un lungo coma e in seguito viene rivelata la sua gravidanza. Muore dopo essersi risvegliata dal coma. La neonata, una bambina con il nome di battesimo Faith Manning ma rinominata Lilly Kane da Duncan in memoria di sua sorella, sopravvive e Duncan vola in Australia con lei per rispettare il volere di Meg, ossia non lasciarla in mano ai nonni materni;
- Van Clemmons (Duane Daniels) — Vice preside e in seguito preside della Neptune High. Chiede diverse volte l'aiuto di Veronica pur essendone ostile;
- Vincent "Butters" Clemmons (Adam Hendershott) — Uno studente della Neptune High; figlio di Van Clemmons; ha una radio pirata in cui ridicolizza i compagni;
- Tommy "Lucky" Dohanic (James Jordan) — Uno dei custodi della Neptune High: Fu ferito in Iraq. Giocò nella squadra di baseball di Woody Goodman, gli Sharks; arrestato dopo aver importunato la figlia di Woody;
- Douglas "Corny" (Jonathan Chesner) — Occasionalmente alleato di Veronica
- Molly Fitzpatrick (Annie Campbell) — Membro della famiglia dei Fitzpatrick e fidanzata di Felix prima che venisse ucciso;
- Sean Friedrich (Kevin Sheridan) — membro degli 09ers specializzato in spaccio di droga;
- Gia Goodman (Krysten Ritter) — Figlia di Woody Goodman; studentessa della Neptune High, muore nel film dedicato alla serie;
- Hannah Griffith (Jessy Schram) — Una studentessa degli 09ers della Neptune High e figlia del falso testimone dell'assassinio di Felix Toombs per mano di Logan; per diversi episodi è stata la fidanzata di Logan;
- Deborah Hauser (Kari Coleman) — Insegnante di educazione sessuale divorziata con un rapporto distaccato con i propri studenti;
- Rebecca James (Paula Marshall) — Consulente della Neptune High; fidanzata per breve tempo con Keith Mars;
- Eduardo "Thumper" Orozco (James Molina) — Motociclista dei PCHers che tradisce Weevil ed entra in affari con la gang irlandese dei Fitzparick. Ucciso deliberatamente dai Fitzpatrick e indirettamente da Weevil e inavvertitamente ma direttamente da Logan;
- Samuel Pope (Michael Kostroff) — Insegnante di "Futuri Leader dell'economia americana" e una delle poche persone con un senso etico di Neptune: anche se avvertito da Veronica dello scoppio della bolla immobiliare di Casablancas, preferisce perdere i suoi soldi che truffare un ignaro investitore.
- Madison Sinclair (Amanda Noret) — Ex ragazza di Dick e ragazza di facili costumi della Neptune High. È arrogante e viziata. Ha una relazione illecita con lo sceriffo Lamb. Nella stagione 3 afferma di aver avuto una relazione sessuale con Logan quando lui e Veronica avevano rotto; è nata lo stesso giorno di Mac ed è stata scambiata con lei alla nascita, diversamente da Mac, non scopre la verità.
- Felix Toombs (Brad Bufanda) — Braccio destro di Weevil. Ucciso presumibilmente da Logan ma in verità da Thumper, uno dei PCHers.
- Troy Vandegraff (Aaron Ashmore) — Amico d'infanzia di Duncan; fidanzato di Veronica per brevissimo tempo nella stagione uno. Tradisce Veronica e lascia la città; Veronica lo incontra in una visita al college Hearst e lo deve difendere da un'accusa di stupro.
- Carrie Bishop (Leighton Meester) - Uno degli 09ers;nel film è diventata una pop star e si è fidanzata con Logan. La sua morte è il caso da risolvere.
- Hector Cortez (Patrick Wolff) - Motociclista dei PCHers;
- Jessica Fuller (Lisa Long) - Presidente del Consiglio scolastico;
- Casey Gant (Jonathan Bennett) - Uno degli '09ers;
- Harvey Greenblatt (Paul Ganus) - Agente della Aaron Echolls;
- Barry Randall (Roy Werner) - Avvocato di famiglia degli Echolls, dei Kane e dei Casablanca.

### Hearst College
- Tom Barry (Matt McKenzie) — Coach di backet di Wallace; gli è stato diagnosticato un cancro terminale al cervello, decide così di uccidersi per evitare alla sua famiglia altre sofferenze;
- Fern Delgado (Cher Ferreyra) — Scontenta femminista e membro del programma "Tack Bakc the Night";
- Chip Diller (David Tom) — Presidente della confraternita Pi Sig. Veronica lo accusa dello stupro avvenuto nella stagione 2;
- Tim Foyle (James Jordan) — Assistente del Professor Landry; si auto-definisce rivale di Veronica. Uccide Dean O'Dell per incastrare il Professor Landry. Ai più attenti non sarà sfuggito che l'attore che interpreta Tim altri non è lo stesso che interpretava Lucky, il bidello pazzoide del Neptune High, assassinato alla fine della seconda serie;
- Mason (Robert Ri'Chard) — Giocatore di basket dal temperamento forte e nuovo amico di Wallace;
- Max (Adam Rose) — Studente che fornisce le risposte ai test in cambio di soldi e che una volta si innamorò di una prostituta; ora è fidanzato con Mac;
- Mercer Hayes (Ryan Devlin) — Amico di Logan e Dick; apre un casinò illegale nella sua stanza e ha un proprio programma radiofonico. Verso la fine della stagione Veronica scopre che è proprio lui lo stupratore del campus.
- Hank Landry (Patrick Fabian) — Professore di criminologia e ammiratore di Veronica. Ha una relazione con Mindy O'Dell, moglie del preside O'Dell. Uccide accidentalmente Mindy mentre la donna sta tentando di incastrarlo per l'uccisione del preside;
- Claire Nordhouse (Krista Kalmus) — Femminista che prova a simulare il suo stupro per aiutare a scoprire il vero colpevole;
- Cyrus O'Dell (Ed Begley Jr.) — Preside dell'Heart College. Inizialmente avversario di Veronica, in seguito diventerà suo alleato. Assume Keith per aiutarlo in varie occasioni. Scopre le infedeltà di sua moglie. Viene ucciso da Tim Foyle. Il suo corpo viene scoperto da Weevil;
- Bronson Pope (Michael Mitchell) — Attivo animalista e primo fidanzato di Mac dopo la rottura con Cassidy;
- Moe Slater (Andrew McClain) — R.A. del dormitorio dell'Heast College. Aiuta Mercer a stuprare le ragazze dell'Hearst fornendogli un alibi e drogando le ragazze per lui;
- Nish Sweeney (Chastity Dotson) — Precedente direttrice dell'Hearst Free Press, femminista con un odio verso il preside O'Dell e i Pi Sig;
- David Winkler (Michael B. Silver) — Professore di ingegneria meccanica di Wallace.